# Marcos Hernandez
Marcos Hernandez (ur. 1982 w Phoenix) – amerykańsko-meksykański piosenkarz popowy, znany głównie z singla If You Were Mine (2005).

## Single
- If You Were Mine (2005)
- If I'd Known (featuring NB Ridaz) (2005)
- The Way I Do (2006)
- Call Me (2006)
- Bitter Sweet (2006)